# Jozef Adamec
Jozef Adamec (Verbó, 1942. február 26. – Nagyszombat, 2018. december 24.) 44-szeres csehszlovák válogatott, világbajnoki ezüstérmes szlovák labdarúgó, csatár, edző. A szlovák labdarúgó-válogatott szövetségi kapitánya 1999 és 2002 között.

## Pályafutása

### Klubcsapatban
Játékos pályafutása alatt a legtöbbet a Spartak Trnava csapatában szerepelt (1958–61, 1963–64, 1966–76). 1961 és 1963 között sorkatonai szolgálata alatt a Dukla Praha labdarúgója volt. Az 1964–65-ös idényben a Slovan Bratislava együttesében szerepelt. A csehszlovák labdarúgó-bajnokságban 383 mérkőzésen lépett pályára és 170 gólt szerzett. Ezzel a góllövők örökranglistáján a 10. helyen áll.
1977 és 1980 között az alsóbb osztályú osztrák Slovan Wien csapatában játszott és itt fejezte be az aktív labdarúgást.

### A válogatottban
1960 és 1974 között 44 alkalommal szerepelt a csehszlovák válogatottban és 14 gólt szerzett. Tagja volt az 1962-es chilei világbajnokságon ezüstérmet szerzett csapatnak. Részt vett 1970-es mexikói világbajnokságon.

### Edzőként
1976–77-ben a Spartak Trnava csapatánál segédedzőként kezdte edzői pályafutását. 1981 és 2006 között vezetőedzőként tevékenykedet többek közt a Dukla Banská Bystrica, a Tatran Prešov, a Spartak Trnava, a Slovan Bratislava és az Inter Bratislava csapatainál. Dolgozott Ausztriában és Csehországban is. 1999 és 2002 között a szlovák válogatott szövetségi kapitánya volt.

## Sikerei, díjai

### Játékosként
- Világbajnokság
  - ezüstérmes: 1962, Chile
- Csehszlovák bajnokság
  - bajnok: 1961–62, 1962–63, 1967–68. 1969–69, 1970–71, 1971–72, 1972–73
  - 2.: 1969–70
  - 3.: 1966–67
  - gólkirály: 1966–67 (21 gól), 1967–68 (18 gól), 1969–70 (16 gól), 1970–71 (16 gól, holtversenyben)
- Csehszlovák kupa
  - győztes: 1967, 1971, 1975
  - döntős: 1962, 1965